# Gerichtsmuseum Bad Fredeburg

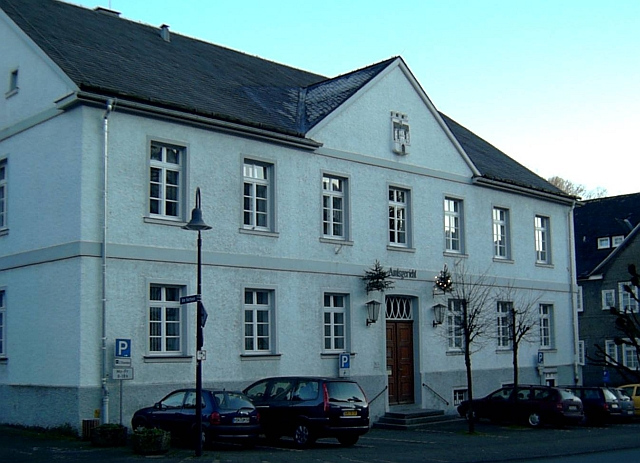
Gerichtsgebäude

Das Gerichtsmuseum im Schmallenberger Ortsteil Bad Fredeburg widmet sich der Kriminalgeschichte. Es ist im Dachgeschoss des Gebäudes des Amtsgerichts Schmallenberg Im Ohle 6 untergebracht. Die Bibliothek des Museums verfügt über juristische Literatur ab dem 19. Jahrhundert.

## Ausstellung
In sieben Räumen wird die Geschichte der Gerichtsbarkeit von der Antike bis in die jüngste Vergangenheit dargestellt. Das Museum bietet unter anderem Darstellungen zur Femegerichtsbarkeit und historischen Strafvollstreckung. So ist ein Scheiterhaufen mit Bezug auf die Hexenverbrennungen ebenso zu besichtigen wie eine original eingerichtete Gefängniszelle. Alte Arbeitsmittel und Einrichtungsgegenstände sollen eine vergangene Arbeitswelt der Justiz nahebringen.

## Exponate

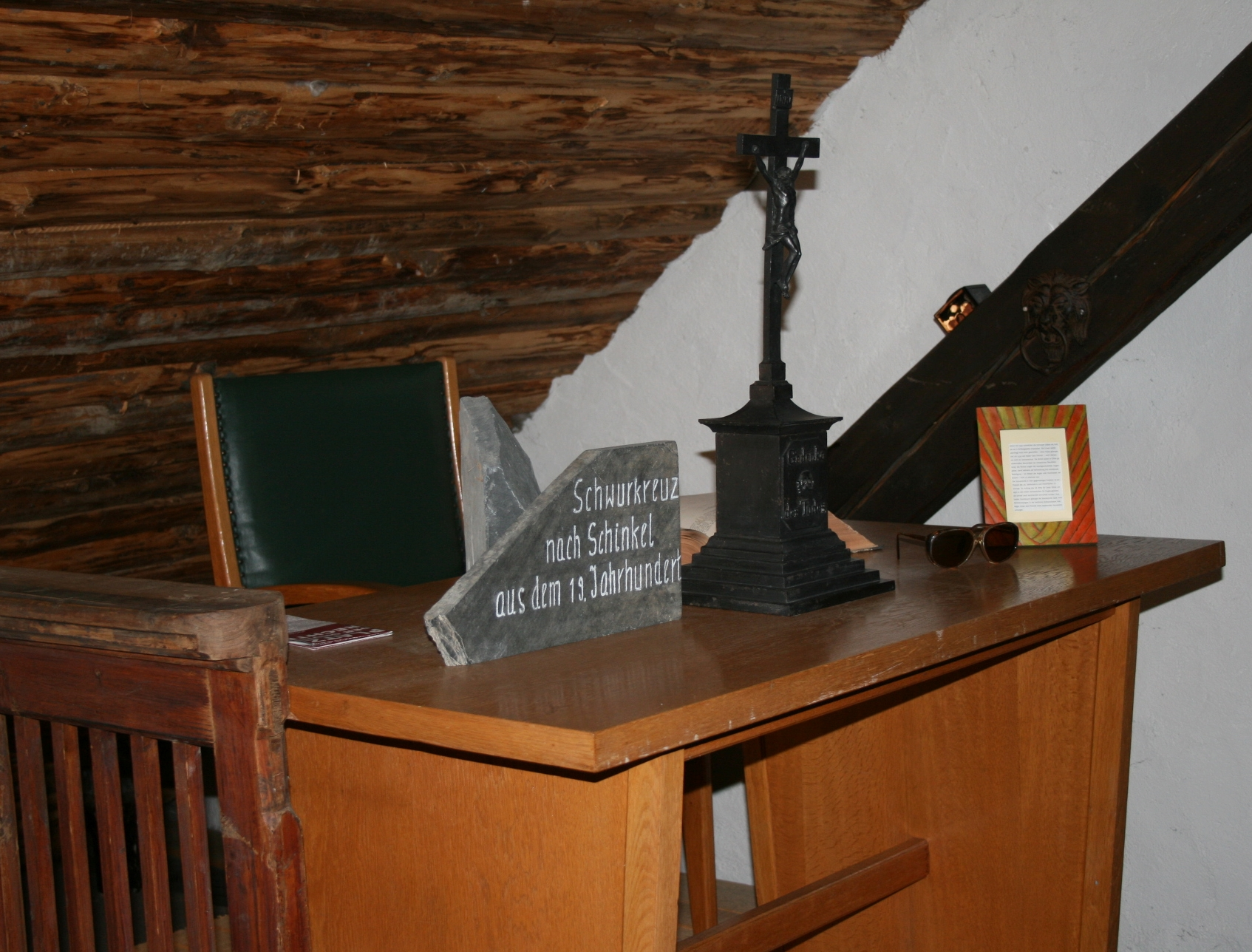
Richtertisch
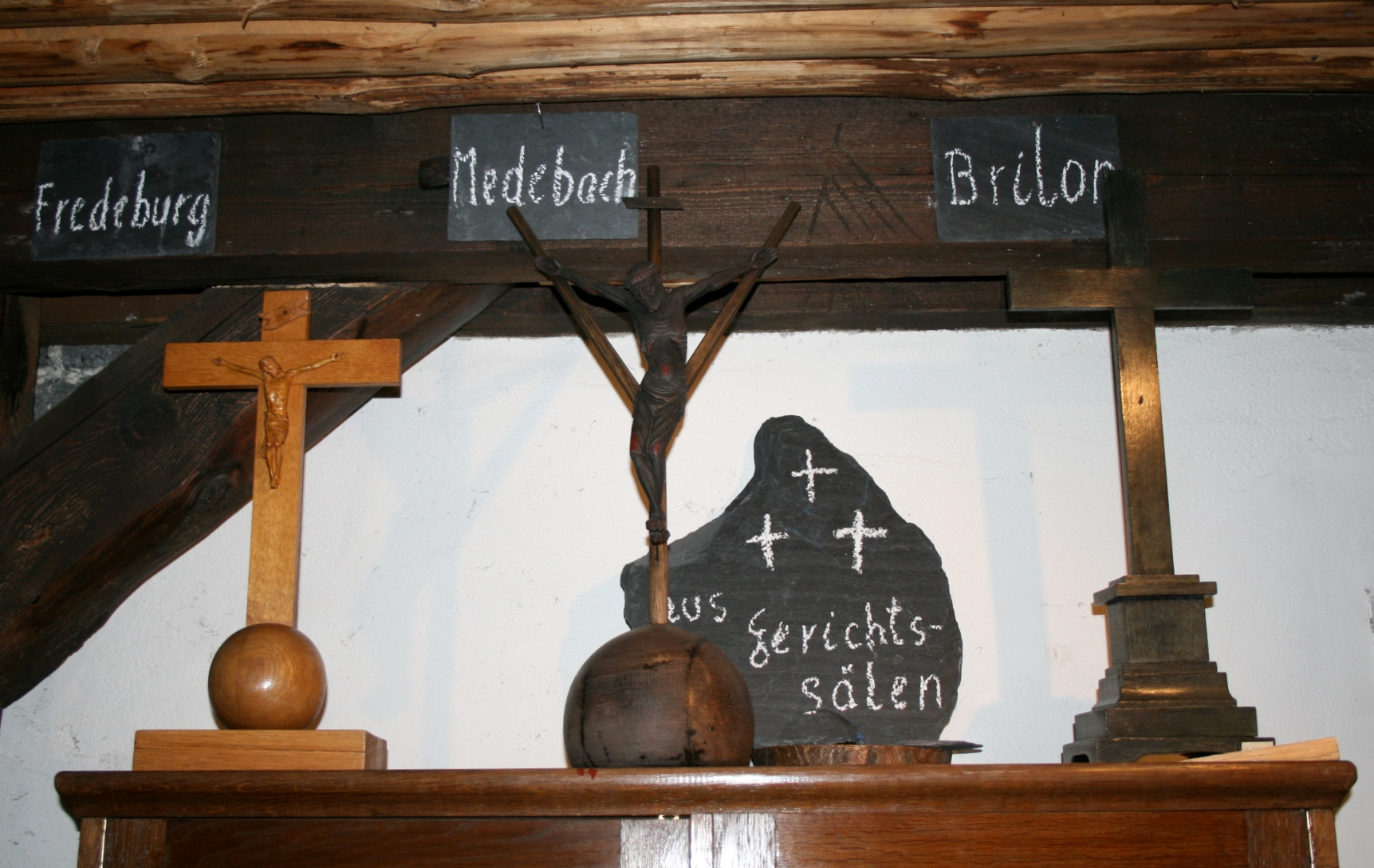
Schwurkreuze
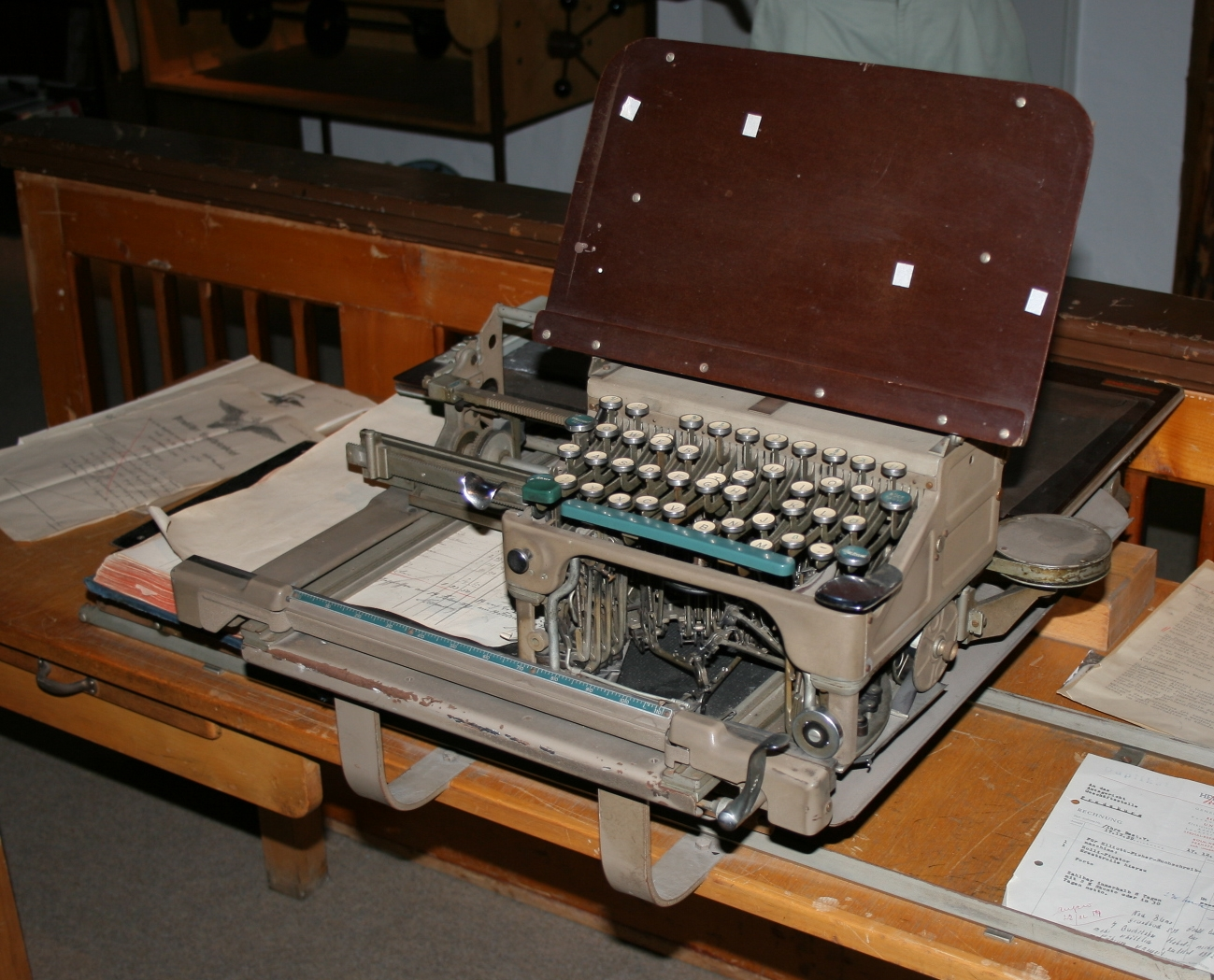
Buchschreibmaschine
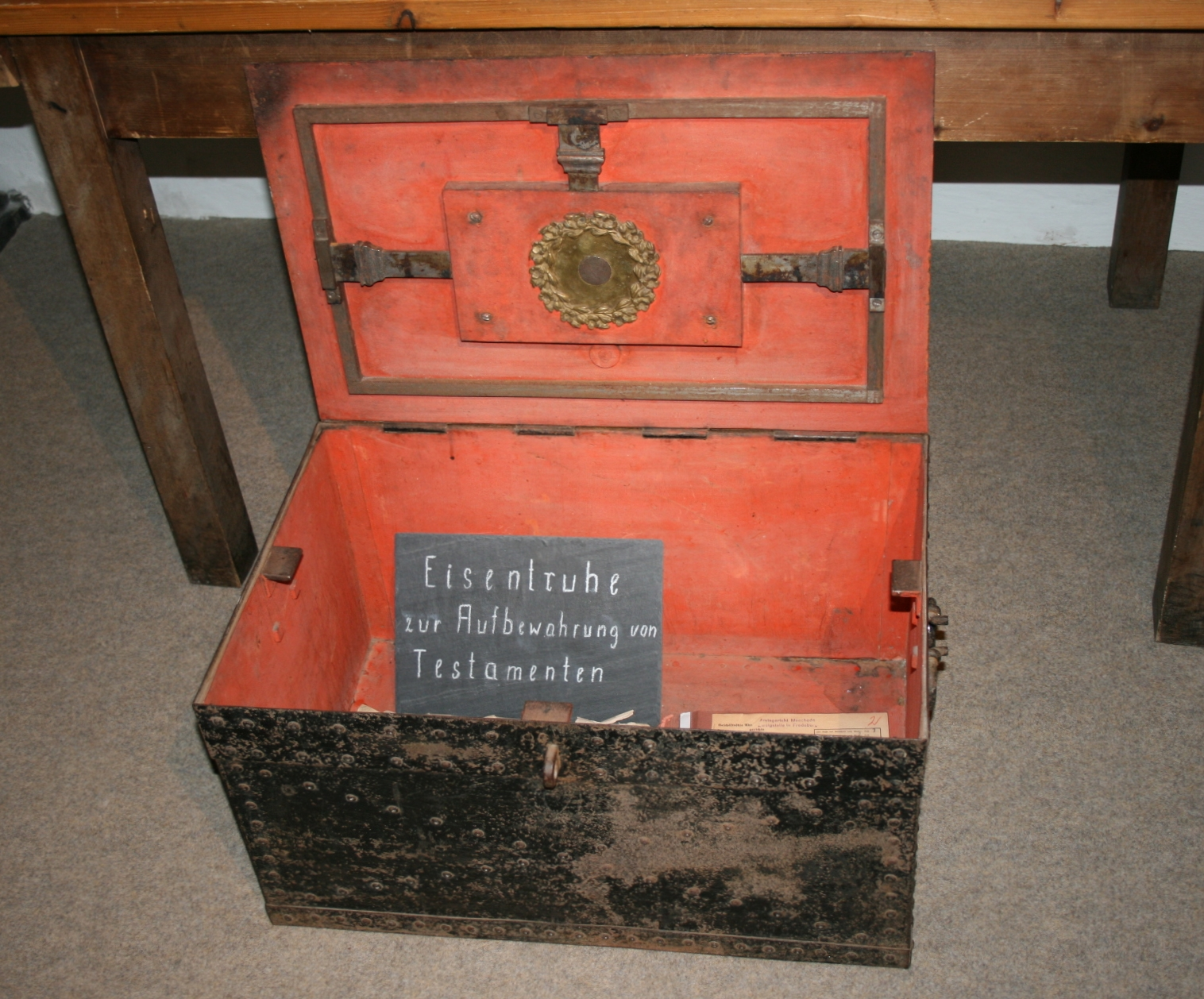
Eisentruhe zur Aufbewahrung von Testamenten